# Michał III (metropolita kijowski)
Michał III – metropolita kijowski w latach 70. XII w.

## Życiorys
Moment objęcia godności metropolity przez metropolitę Michała nie jest znany. Jego postać nie jest bezpośrednio wzmiankowana w źródłach ruskich. Jednak w dokumencie patriarchy Konstantynopola z 24 marca 1171, dotyczącym złożenia przysięgi wierności cesarzowi i jego synowi przez episkopat Patriarchatu Konstantynopolitańskiego, na dwunastym miejscu wśród 24 metropolitów wymieniony jest metropolita Rosji [tj. Rusi] Michał.
A. Poppe jest zdania, że Michał III objął urząd przed lipcem 1171, najprawdopodobniej w czerwcu tego roku. Uważa również, że nie jest możliwe ustalenie dokładnego momentu, w którym hierarcha ten przestał być metropolitą kijowskim. Antoni Mironowicz wskazuje datę 1171 jako moment przyjazdu Michała III do Kijowa i 1173 jako koniec jego urzędowania.
Przypuszczalny nagrobek Michała III zachował się w Monasterze Kijowsko-Pieczerskim; istnieją jednak również tezy, że grób ten należy do półlegendarnego metropolity Michała I, lub do Michała II.